# Рождественська сільська рада (Мішкинський район)
Рожде́ственська сільська рада (рос. Рождественский сельский совет) — сільське поселення у складі Мішкинського району Курганської області Росії.
Адміністративний центр та єдиний населений пункт — село Бутирське.
Населення сільського поселення становить 284 особи (2017; 328 у 2010, 365 у 2002).